# Johann Conrad Winterhalder
Johann Conrad Winterhalder (* 15. November 1640 auf dem Oberfallengrundhof in Neukirch bei Furtwangen im Schwarzwald; † 25. Juni 1676 in Kirchzarten) war ein Künstler des Barock aus der Bildhauerfamilie Winterhalder.

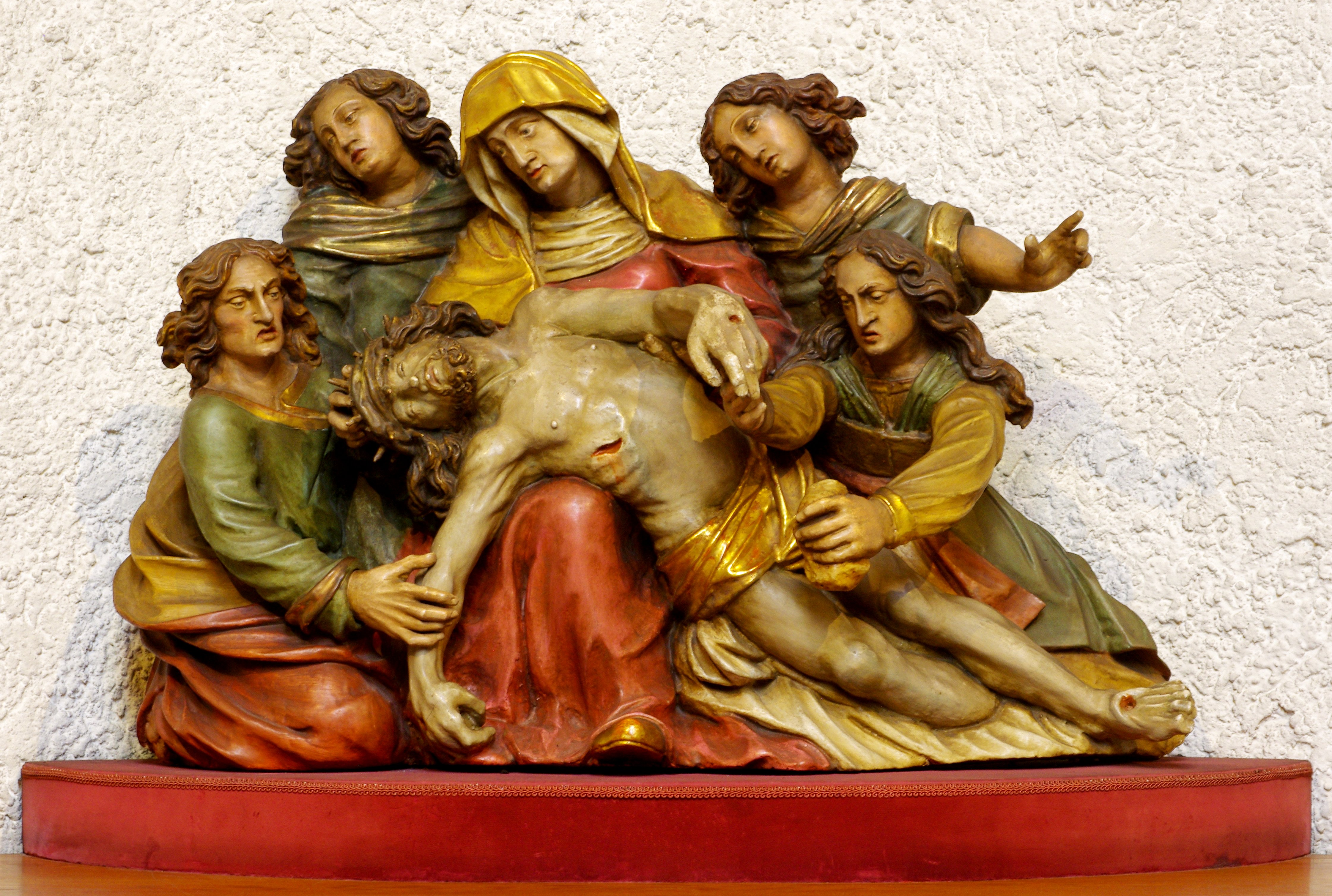
Beweinung Christi in Vöhrenbach

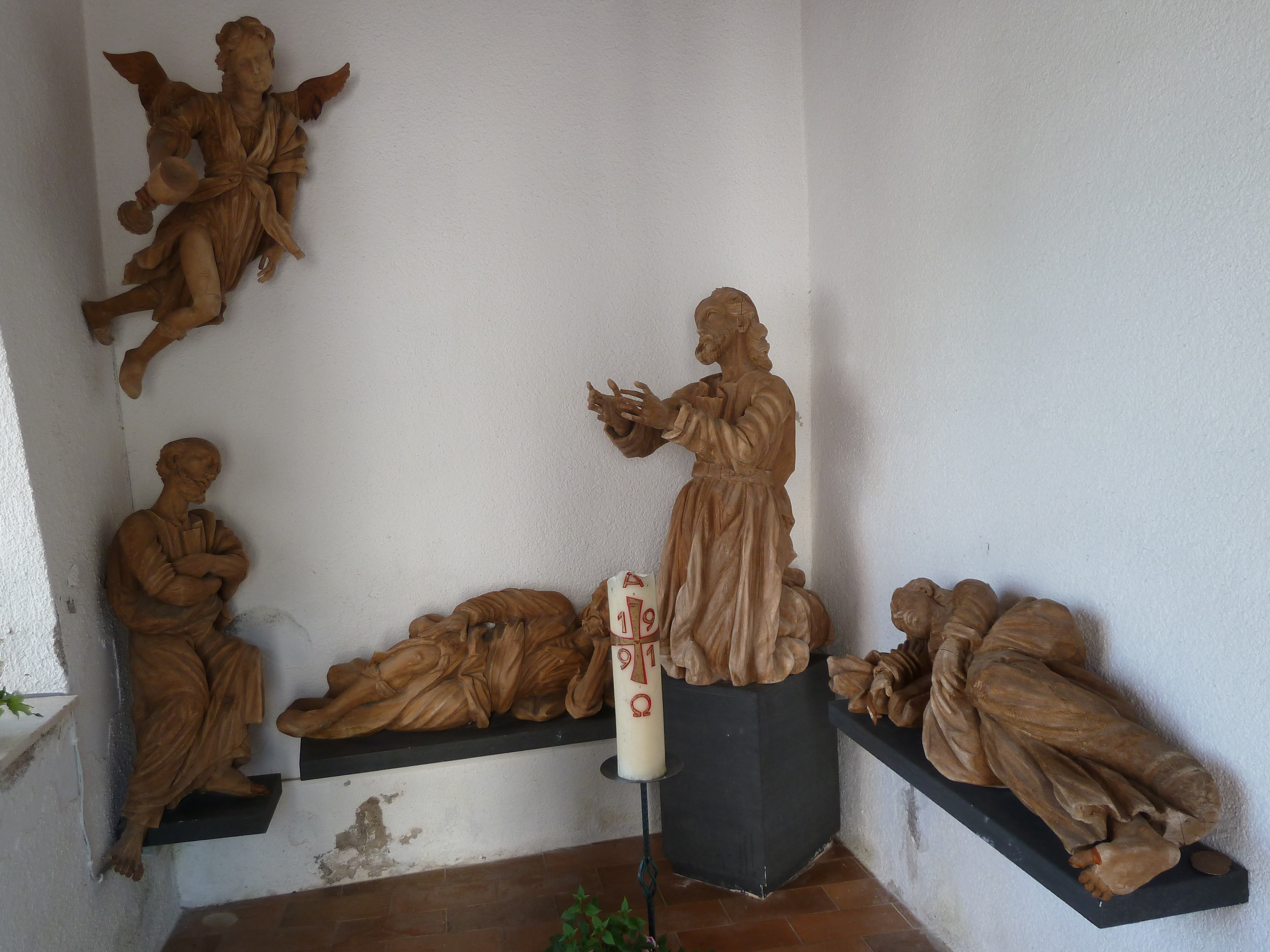
Teile einer Ölberggruppe in Saig

Seine Eltern waren der Landwirt und Bildhauer Bartholomaeus Winterhalder (um 1613–1680), der Stammvater der Sippe, und dessen Frau Ursula geb. Hummel (1611–1695). Johann Georg lernte die Bildschnitzerei bei seinem Vater und anschließend vermutlich bei Johann Georg Hauser (1611–1660/61) in Kirchzarten. Als dieser starb, heiratete Johann Conrad 1661 die Witwe, Magdalena geb. Hoffmann (1629–1674), und übernahm die Werkstatt. Mit Magdalena hatte er fünf Kinder, drei Mädchen und zwei Knaben, die späteren Bildhauer Philipp und Clemens Winterhalder. Mit Johann Conrads Tod erlosch die Kirchzartener Bildhauerwerkstatt. Zuvor war er aber noch Lehrer seines Stiefsohns aus Magdalenas erster Ehe Franz Hauser (1651–1717) geworden.
Die meisten Werke sind verloren, darunter sechs „geschnitzlete Bilder ohngefohr 2 ½ Schueh hoch“ für das Freiburger Münster, vermutlich zwei Seitenaltäre für die Kirchzartener Pfarrkirche St. Gallus, die 1763 durch die jetzigen Altäre des Franz Xaver Anton Hauser (1712–1772) ersetzt wurden, und vermutlich Arbeiten für das ehemalige Kapuziner-Kloster in Mahlberg. Erhalten sind – allerdings Winterhalder nur zugeschrieben – fünf Figuren einer Ölberggruppe in Saig in der Nähe des Titisees, und zwar Christus, „voll tiefer Ausdruckskraft“, der Engel mit dem Leidenskelch und die drei Apostel Petrus, Jakobus der Ältere und Johannes, „ein jeder lebendig charakterisiert, in ihrer gemeinsamen Schlafversunkenheit dargestellt,“ ferner eine Beweinungsgruppe in St. Martin in Vöhrenbach.
„Dem zweiten Vertreter des Oberfallengründer Bildhauergeschlechtes waren bloß 36 Lebensjahre beschieden, welche zudem in eine Zeit fielen, welche sich erst langsam von den Schrecken des Dreißigjährigen Krieges erholte … Unter den Meistern des Breisgaus und des anschließenden Raumes verdient <Johann Conrad Winterhalder> eine hohe Beachtung, zumal nur wenige Schnitzer im 17. Jahrhundert hier über einen handwerklichen Durchschnitt hinausgelangten.“ Außerdem sicherte er der Hauserschen Schnitzkunst Kontinuität, indem er sie von Johann Georg (1611–1660/61) an Franz Hauser (1651–1717) weitergab.